# Hållbus Totte Mattsson
Totte Sven-Olof Mattsson, känd som Hållbus Totte Mattsson, född 19 juli 1955 i Helga Trefaldighets församling i Uppsala, är en svensk musikvetare och folkmusiker från Dalarna. 
Hållbus Totte Mattsson har en fil. mag. i musikvetenskap samt musikhögskoleexamen. Han är verksam vid Högskolan i Dalarna där han bland annat undervisar i ljud- och musikskapande till rörliga bilder.
1987 bildade han gruppen Hedningarna tillsammans med Anders Norudde och Björn Tollin. Tillsammans skrev och framförde de stor del av musiken till teaterprojektet Den stora vreden i Gävle som första gången framfördes 1988.
I gruppen Boot samarbetar Mattsson (lutor) med Ola Bäckström (viola d'amore, bouzouki) och Samuel Andersson (slagverk, 
fiol).
Mattsson spelade tidigare i Groupa tillsammans med Mats Edén, Leif Stinnerbom, Jonas Simonsson mm.
Tillsammans med Stefan Brisland-Ferner spelar han i gruppen Hurdy-Gurdy, där de utvecklar musiken runt sina vevliror.
Namnet Hållbus är ett gårdsnamn och används av vissa i släkten som efternamn.

## Grupper
- Hedningarna
- Boot
- Hurdy-Gurdy

## Diskografi
- Hedningarna, (1989)
- Kaksi (med Hedningarna), (1991)
- Trä (med Hedningarna), (1994)
- Kruspolska: SASHA mixes,(1994)
- Hippjokk (med Hedningarna), (1997)
- Karelia Visa (med Hedningarna), (1999)
- 1989-2003 (med Hedningarna), (2003)
- Virvla (med gruppen Boot), (1999)
- Prototyp med Brisland-Ferner i gruppen Hurdy Gurdy (2005)

Spelade också med Groupa (flera skivor)